# Lindenberg (Renania-Palatinado)
Lindenberg es un municipio situado en el distrito de Bad Dürkheim, en el estado federado de Renania-Palatinado (Alemania). Su población estimada a finales de 2016 era de 1109 habitantes.
Se encuentra ubicado en la zona centro-sur del estado, a poca distancia al oeste de la ciudad de Ludwigshafen am Rhein y al suroeste de Worms.